# René Dary
Pour les articles homonymes, voir Dary.
Anatole Antoine Clément Mary, dit René Dary, est un acteur et réalisateur français, né le 18 juillet 1905 à Paris 6e et mort le 7 octobre 1974 à Plan-de-Cuques (Bouches-du-Rhône).
Il est principalement connu pour son rôle de comparse malchanceux de Jean Gabin dans Touchez pas au grisbi  ainsi qu'à la télévision, comme policier enquêteur dans la fiction de 1965, Belphégor ou le Fantôme du Louvre.

## Biographie
René Dary naît à Paris sous le nom d'Anatole Antoine Clément Debus, fils naturel de Juliette Lucie Debus. Il a une sœur aînée, Alphonsine, née en 1903. En 1913, il est légitimé par le mariage de sa mère avec son père, l'artiste de café-concert Abélard (né Clément Abeilard Mary), dit le Comique idiot,.

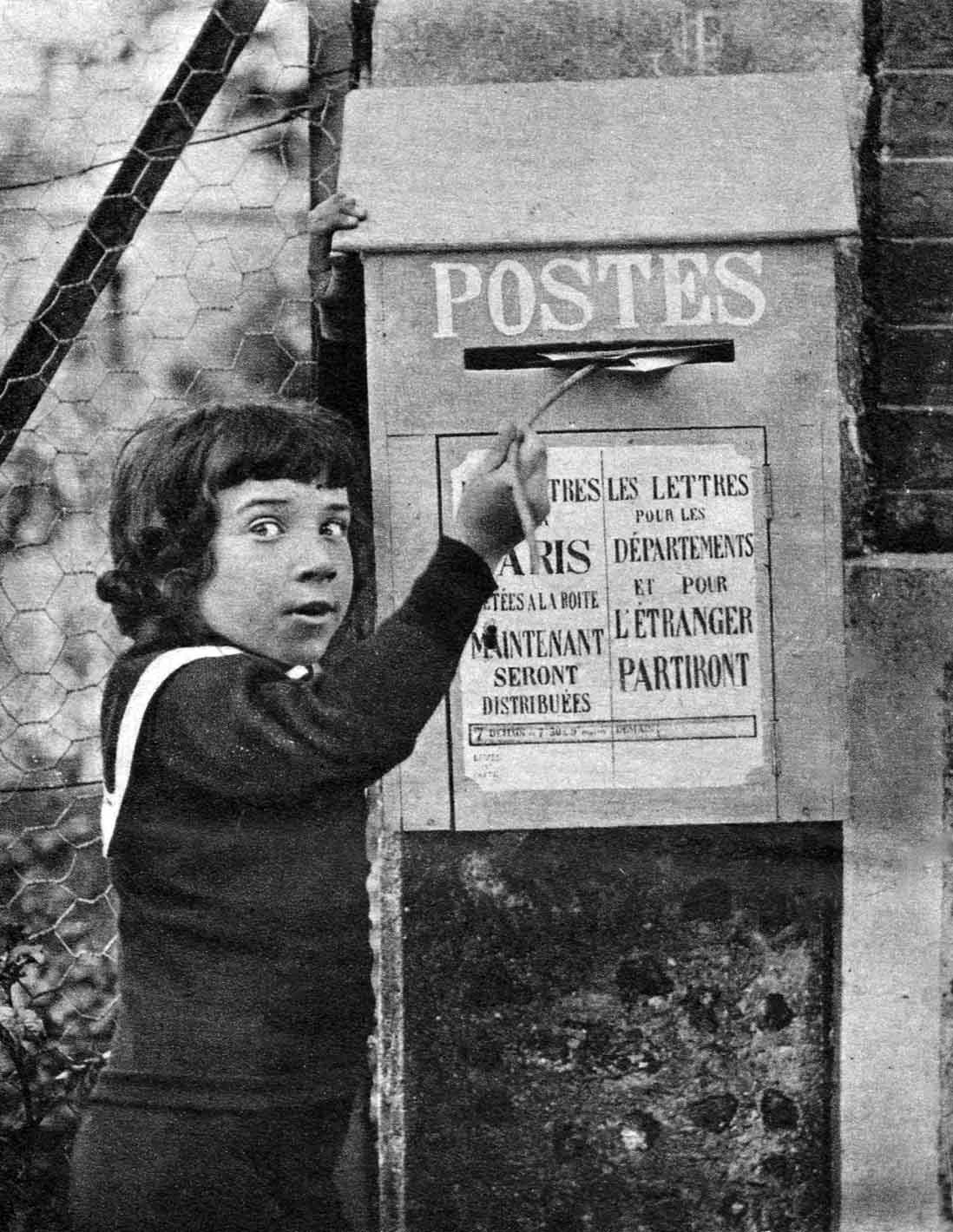
Le très jeune acteur jouant le rôle de Bébé dans la série de courts métrages muets comiques réalisés entre 1910 et 1913 par Louis Feuillade.

Il est l'une des vedettes cinématographiques les plus précoces. Au temps du cinéma muet, il apparaît à l'écran dès l'âge de trois ans dans Bébé Abelard, sous la direction de Louis Feuillade. Avec lui, il tournera en trois ans près de 80 courts-métrages. Sa sœur Alphonsine apparaît quelquefois à ses côtés dans le rôle de la sœur de Bébé. Le contrat est résilié en 1913 au profit d'un enfant plus jeune aux cachets moins élevés, René Poyen, qui interprète Bout de Zan.
Dès 1916, René Dary débute au théâtre avec Lucien Guitry. Il abandonne assez vite ce métier pour aider son père dans la gestion d’un cinéma du XXe arrondissement de Paris[réf. nécessaire]. Plus tard, il remontera sur les planches dans Le Temps des cerises de Jean-Louis Roncoroni, Marius de Marcel Pagnol et Ce soir à Samarcande de Jacques Deval.
Sportif accompli, il pratique la boxe dans les années 1930 sous le nom de Kid René. Il fréquente également le music-hall sous le pseudonyme de René Duclos. Il participe aussi à des opérettes comme Normandie de Paul Misraki et Trois valses d'Oscar Straus. Entre 1934 et 1937, il joue dans la troupe du Théâtre des Bouffes-Parisiens.
Il revient au cinéma dans Le Révolté (1938), en matelot anarchiste à la forte tête , puis Le Carrefour des enfants perdus (1944), qui relate la difficile création d'une maison de correction. Il est considéré comme le probable remplaçant de Jean Gabin, qui a émigré aux États-Unis pendant l'Occupation. Le 19 mars 1942, il se joint aux comédiens alors en vogue (tels Suzy Delair, Junie Astor, Danielle Darrieux, Albert Préjean et Viviane Romance) qui répondent à l'invitation du gouvernement allemand et partent pour Berlin. Ses rôles les plus marquants seront Nestor Burma dans 120, rue de la Gare (1946), Riton, complice de Jean Gabin dans Touchez pas au grisbi (1954) et le maire du village dans Les Risques du métier (1967).
Il participe également à des séries télévisées comme Les Cinq Dernières Minutes (épisodes On a tué le mort et Les Enfants du Faubourg). En 1965, son rôle du commissaire Ménardier, dans la série Belphégor ou le Fantôme du Louvre de Claude Barma, lui vaut un regain de notoriété. On le revoit ensuite dans La Bête du Gévaudan (1967), où il incarne le brave curé du Malzieu, puis dans Les Compagnons de Baal (1968), où il joue le commissaire Lefranc.
Il assure aussi un bon nombre de doublages dans des westerns, films policiers ou séries télévisées telle Les Incorruptibles.
Il apparaît pour la dernière fois au cinéma en 1968 dans Goto, l'île d'amour de Walerian Borowczyk, et à la télévision en 1974 dans Une affaire à suivre.
Il écrit également des romans, comme Express 407.
Second rôle durant l'essentiel de sa carrière, il incarne le Français-type : petit, râleur, bagarreur mais homme au bon cœur.
Il repose au cimetière de L'Isle-sur-la-Sorgue (Vaucluse).

## Filmographie

### Cinéma muet
- 1910 : Le Louis de vingt francs de Louis Feuillade
- 1910 : Série des Bébé réalisation de Louis Feuillade

(01): Bébé apache, (02): Bébé fume, (03) : Bébé moraliste, (04) : Bébé nègre, (05) : Bébé pêcheur
- 1911 : Série des Bébé réalisation de Louis Feuillade

(06) : Bébé à la ferme ou Bébé campagnard, (07) : Bébé a la peste, (08) : Bébé a le béguin ou Bébé reçoit le coup de foudre, (09) : Bébé a lu la fable ou L'aveugle et le paralytique, (10) : Bébé agent d'assurances  , (11) : Bébé au Maroc, (12) : Bébé candidat au mariage, (13) : Bébé chemineau, (14) : Bébé corrige son père, (15) : Bébé court après sa montre, (16) : Bébé devient féministe, (17) : Bébé est au silence, (18) : Bébé est myope, (19) : Bébé est neurasthénique, (20) : Bébé est socialiste, (21) : Bébé est somnambule, (22) : Bébé est sourd, (23) : Bébé et la Danseuse, (24) : Bébé et le vieux marcheur, (23) : Bébé et sa propriétaire, (24) : Bébé et ses grands-parents, (25) : Bébé et son âne, (26) : Bébé fait chanter sa bonne, (27) : Bébé fait du cinéma, (28) : Bébé fait son problème, (29) : Bébé fait visiter Marseille, (30) : Bébé flirt, (31) : Bébé Hercule, (32) : Bébé hypnotiseur, (33) : Bébé la terreur, (34) : Bébé marchand des quatre saisons, (35) : Bébé marie son oncle, (36) : Bébé millionnaire, (37) : Bébé philanthrope, (38) : Bébé pratique le jiu-jitsu, (39) : Bébé prestidigitateur, (40) : Bébé protège sa sœur, (41) : Bébé roi ou bébé fils d'empereur, (42) : Bébé tire la cible, (43) : Bébé veut imiter Saint-Martin, (44) : Bébé fait une fugue, (45) : Le Noël de Bébé,
- 1911 : Le Suicide de Bébé de Louis Feuillade
- 1911 : Le Bracelet de la marquise de Louis Feuillade
- 1912 : Série des Bébé réalisation de Louis Feuillade

(46) : Bébé adopte un petit frère, (47) : Bébé artiste capillaire, (48) : Bébé chez le pharmacien, (49) : Bébé colle les timbres, Bébé n'aime pas sa concierge, (50) : Bébé est perplexe, (51) : Bébé est ange gardien, (52) : Bébé et la Carpe reconnaissante, (53) : Bébé et la Lettre anonyme, (54) : Bébé et la levrette, (55) : Bébé et le financier, (56) : Bébé et le Satyre, (57) : Bébé fait du spiritisme, (58) : Bébé jardinier, (59) : Bébé et la Gouvernante ou Bébé et sa gouvernante anglaise, (60) : Bébé juge, (61) : Bébé marie sa bonne, (62) : Bébé pacificateur, (63) : Bébé persécute sa bonne, (64) Bébé roi des policiers, (65) : Bébé se noie, (66) : Bébé s'habille tout seul, (67) : Bébé soigne son père, (68) : Bébé trouve un portefeuille, (69) : Bébé veut payer ses dettes, (70) : Bébé victime d'une erreur judiciaire, (71) : Bébé voyage, (72) : Bébé, Bout de Zan et le Voleur, (73) : Bout de Zan revient du cirque, (74) : C'est Bébé qui boit le muscat, (75) : Les Chefs d'œuvre de Bébé, (76) : Napoléon, Bébé et les Cosaques,
- 1912 : La Cassette de l'émigrée de Louis Feuillade
- 1912 : Le Petit Poucet de Louis Feuillade
- 1913 : Les Ananas / La Culture des ananas de Louis Feuillade
- 1913 : Série des Bébé de Louis Feuillade

(77) : Bébé en vacances ou Bébé s'en va, (78) : Bébé se venge

### Cinéma parlant
- 1934 : Sidonie Panache de Henry Wulschleger
- 1935 : Le Train de 8 heures 47 de Henry Wulschleger
- 1936 : Hélène de Jean-Benoît Lévy : Marcel
- 1936 : À nous deux, madame la vie d'Yves Mirande et René Guissart
- 1937 : Nostalgie de Victor Tourjansky : le capitaine
- 1937 : Le Mensonge de Nina Petrovna de Victor Tourjansky : Boris
- 1938 : Le Révolté de Léon Mathot : Pimaï
- 1938 : Un fichu métier de Pierre-Jean Ducis
- 1938 : S.O.S. Sahara de Jacques de Baroncelli : Delini
- 1938 : Une femme a menti, court métrage d'André Hugon
- 1939 : Le Café du port de Jean Choux : René Mahy
- 1939 : Nord-Atlantique de Maurice Cloche : Barnes
- 1939 : Sidi-Brahim de Marc Didier : Jean Varin
- 1939 : Moulin rouge d'André Hugon : Lequérec
- 1941 : Mélodie pour toi de Willy Rozier : René Sartène
- 1942 : Forte Tête de Léon Mathot : René Rocher
- 1942 : Port d'attache de Jean Choux : René
- 1942 : À la belle frégate d'Albert Valentin : René
- 1942 : Huit hommes dans un château de Richard Pottier : M. Paladine
- 1943 : Le Carrefour des enfants perdus de Léo Joannon : Jean Victor
- 1943 : Après l'orage de Pierre-Jean Ducis : René Sabin
- 1944 : Bifur 3 de Maurice Cam : Georges
- 1946 : 120, rue de la Gare de Jacques Daniel-Norman : Nestor « Dynamite » Burma
- 1947 : Le Fugitif de Robert Bibal : Fred
- 1948 : Le Diamant de cent sous de Jacques Daniel-Norman : Clive Morgan
- 1948 : Cité de l'espérance de Jean Stelli : Pierre Maufranc
- 1949 : L'Inconnue n°13 de Jean-Paul Paulin : René Saverny
- 1949 : Suzanne et ses brigands d'Yves Ciampi : René Seguin
- 1949 : Un certain monsieur d'Yves Ciampi : Le Pouce, membre de la bande
- 1949 : Cinq tulipes rouges de Jean Stelli : Pierre Lusanne
- 1950 : L'Inconnue de Montréal de Jean Devaivre : Pierre Chambrac
- 1954 : Touchez pas au grisbi de Jacques Becker : Henri « Riton » Ducros
- 1956 : Dans les griffes des Borgia (La notte del grande assalto) de Giuseppe Maria Scotese
- 1957 : L'Or de Samory de Jean Alden-Delos
- 1958 : Péché de jeunesse de René Thévenet et Louis Duchesne : oncle Léon Berthier
- 1959 : Y'en a marre d'Yvan Govar : Franz
- 1960 : Les Mordus de René Jolivet : Le Goff
- 1960 : Les Amours d'Hercule (Gli Amori di Ercole), de Carlo Ludovico Bragaglia : le général
- 1961 : La Peau et les Os de Jean-Paul Sassy et Jacques Panijel : le directeur
- 1961 : De quoi tu te mêles, Daniela ! de Max Pécas : Lanzac
- 1961 : Napoléon II, l'Aiglon de Claude Boissol
- 1962 : Jusqu'à plus soif de Maurice Labro : Bardin
- 1962 : Peur panique (Règlements de comptes) de Pierre Chevalier : Brazier
- 1964 : Passeport diplomatique agent K 8 de Robert Vernay : le chef de la DST
- 1965 : Piège pour Cendrillon d'André Cayatte : le docteur Doulin
- 1966 : Le Feu de Dieu de Georges Combret
- 1966 : L'Horizon de Jacques Rouffio : le père
- 1967 : Les Risques du métier d'André Cayatte : le maire
- 1968 : Goto, l'île d'amour de Walerian Borowczyk : Gomor

### Télévision
- 1959 : Les Cinq Dernières Minutes, épisode On a tué le mort de Claude Loursais : M. Villevert
- 1961 : L'Exécution de Maurice Cazeneuve
- 1963 : Le Théâtre de la jeunesse : Mon oncle Benjamin de René Lucot
- 1963 : La Route (feuilleton) de Pierre Cardinal
- 1963 : La caméra explore le temps, épisode L'Affaire Calas de Stellio Lorenzi : David de Beaudrigue
- 1964 : Le Théâtre de la jeunesse : La Sœur de Gribouille d'après La Sœur de Gribouille de la comtesse de Ségur, réalisation en 2 parties Yves-André Hubert
- 1964 : La caméra explore le temps : Le drame de Mayerling : l’empereur Francois-Joseph
- 1965 : Le Théâtre de la jeunesse : Sans-souci ou Le Chef-d'œuvre de Vaucanson d'Albert Husson, réalisation Jean-Pierre Decourt
- 1965 : Belphégor ou le Fantôme du Louvre (feuilleton) de Claude Barma : le commissaire Ménardier
- 1967 : série Le Tribunal de l'impossible - Épisode La Bête du Gévaudan d'Yves-André Hubert : le curé du Malzieu
- 1968 : Les Cinq Dernières Minutes, épisode Les Enfants du faubourg de Claude Loursais : Jules
- 1968 : Eugénie Grandet d'Alain Boudet : Félix Grandet
- 1968 : Les Compagnons de Baal de Pierre Prévert : le commissaire principal Lefranc
- 1968 : Un taxi dans les nuages : 1 épisode
- 1972 : Pot-Bouille d'Yves-André Hubert : Bachelard
- 1974 : Une affaire à suivre d'Alain Boudet : le PDG
- 1974 : Jack de Serge Hanin : Monsieur Bélissaire

## Théâtre
- 1937 : Trois Valses de Léopold Marchand et Albert Willemetz, mise en scène Pierre Fresnay, théâtre des Bouffes-Parisiens
- 1943 : L'École des faisans de Paul Nivoix, théâtre de l'Avenue
- 1960 : La Logeuse de Jacques Audiberti, mise en scène Pierre Valde, théâtre de l'Œuvre
- 1962 : Le Temps des cerises de Jean-Louis Roncoroni, mise en scène Yves Robert, théâtre de l'Œuvre
- 1965 : À travers le mur du jardin de Peter Howard, mise en scène Marc Gassot, théâtre des Arts
- 1965 : La Vérité suspecte de Pedro de Alarcon, mise en scène Marie-Claire Valène, Festival de Montauban

## Doublage
- Tyrone Power dans :
  - L'Incendie de Chicago (1938) : Dion O'Leary
  - La Folle Parade (1938) : Roger Grant
  - J'ai deux maris (1942) : Alexis
- Henry Fonda dans :
  - La Jolie Batelière (1935) : Dan Harrow
  - La Baie du destin (1937) : Kerry Gilfallen
- Errol Flynn dans :
  - La Vie privée d'Élisabeth d'Angleterre (1939) : Robert Devereaux, comte d'Essex
- Robert Kent dans :
  - Fossettes (1936) : Allen Drew
- Fredric March dans :
  - Marie Stuart (1936) : James Hepburn, comte de Bothwell
- David Niven dans :
  - Les Hauts de Hurlevent (1939) : Edgar Linton
- James Stewart dans :
  - Épreuves (1936) : Christopher Tyler